# Callithea hewitsoni
Callithea hewitsoni är en fjärilsart som beskrevs av Otto Staudinger 1886. Callithea hewitsoni ingår i släktet Callithea och familjen praktfjärilar. Inga underarter finns listade i Catalogue of Life.

## Bildgalleri

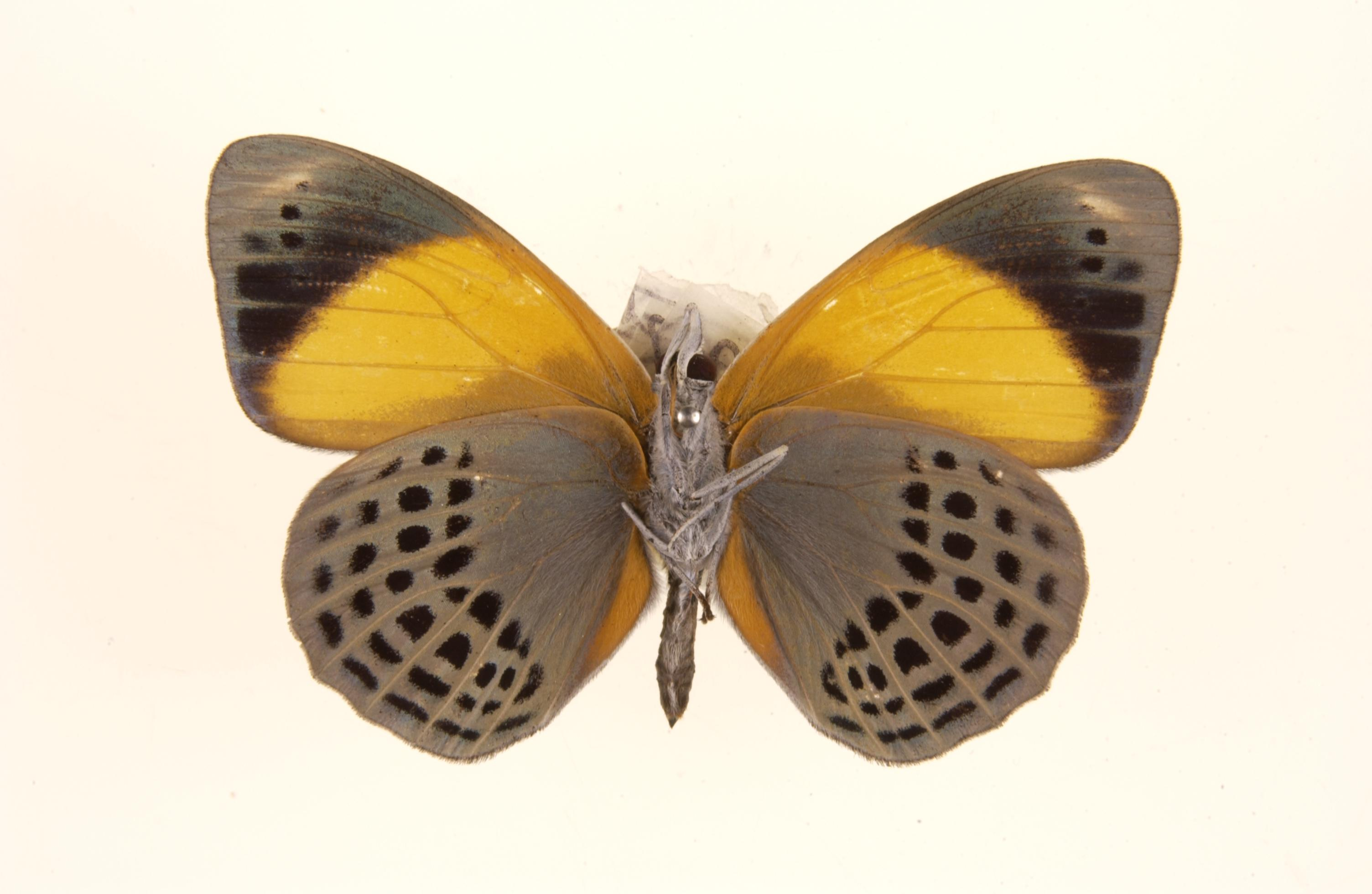
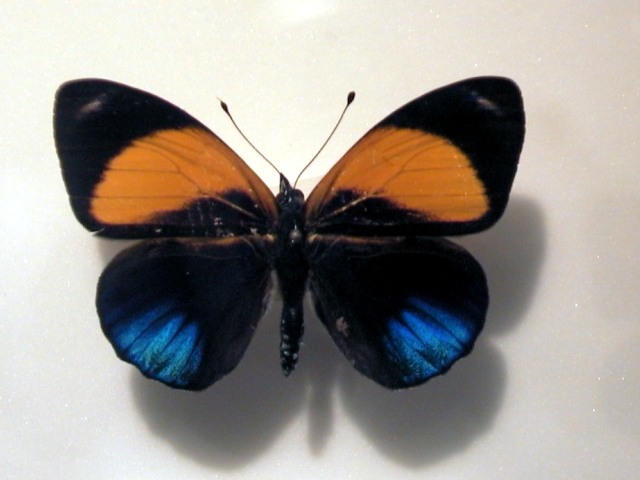